# Jungkook
Cson Dzsongguk, művésznevén Jungkook (stilizálva Jung Kook) (koreaiul: 전정국, angolul: Jeon Jung-kook) (Puszan, 1997. szeptember 1. –) dél-koreai énekes és dalszerző.
A dél-koreai BTS fiúbanda tagjaként és fő énekeseként vált ismertté. A BTS-ben betöltött szerepei: fő énekes, vezető táncos, center, al-rapper. Három szólódalt adott elő a BTS diszkográfiájának részeként – a Begint 2016-ban, az Euphoriát 2018-ban és a My Time-t 2020-ban –, amelyek mindegyike felkerült a dél-koreai Gaon Digital Chart listára. Ő énekelte a Stay Alive című dalt is (producere egy másik BTS-tag: Suga), amely a BTS-hez kötődő 7Fates: Chakho webfilm betétdala volt.
2022-ben Jungkook közreműködött Charlie Puth amerikai énekes Left and Right című kislemezében, amely a 22. helyezést érte el az amerikai Billboard Hot 100-on. Ugyanebben az évben ő lett az első olyan dél-koreai előadó, aki a FIFA-világbajnokság egyik hivatalos dalát énekelte, a Dreamerst, amelyet később a 2022-es labdarúgó-világbajnokság megnyitó ünnepségén elő is adott. 2023-ban Jungkook kiadta debütáló szólókislemezét, a Sevent Latto közreműködésével, amely számos lista- és streamelési rekordot megdöntött. A Billboard Hot 100, a Global 200 és a Global Excl. US slágerlisták első helyén debütált, így ő lett az első koreai szólóelőadó, akinek ez valaha sikerült. A SEVEN minden idők leggyorsabb dalává vált, amely meghaladta az 1 milliárd streamet a Spotify-on. Következő kislemeze, a 3D, Jack Harlow közreműködésével, az ötödik helyen debütált a Hot 100-on és az Egyesült Királyság kislemezlistáján is, így Jungkook az első olyan dél-koreai szólóelőadó, akinek az utóbbin két egymást követő dala is a TOP5-be került.

## Fiatalkora, tanulmányai
Jeon Jungkook 1997. szeptember 1-jén született Puszanban, Dél-Koreában. Családja a szüleiből és egy bátyjából áll. Apja keresztény, anyja buddhista, de neki saját bevallása szerint, nincs különösebb vallási hovatartozása. Puszanban a Baekyang általános iskolába járt, majd amikor gyakornokká vált, átiratkozott a szöuli Singu Általános Iskola felső tagozatába.
2011-ben Jungkook meghallgatásra jelentkezett a dél-koreai Superstar K tehetségkutató műsorba, Daegu városában. Bár nem választották ki, hét szórakoztatóipari cégtől kapott castingajánlatot. Végül úgy döntött, hogy a Big Hit Entertainmentnél lesz gyakornok, miután látta fellépni RM-t, aki jelenleg (2024) a bandatársa és egyben a BTS vezetője. Ahhoz, hogy a debütálására való felkészülés során fejleszthesse tánctudását, 2012 nyarán Los Angelesbe utazott, ahol a Movement Lifestyle iskola táncképzésében részesült. 2012 júniusában feltűnt Dzso Kwon I'm Da One című klipjében, debütálása előtt pedig a Glam segédtáncosa volt.
2017-ben végzett a Szöuli Előadóművészeti Iskolában, amely egy művészeti középiskola. 2022 márciusában szerzett diplomát a Global Cyber University Műsorszórási és Szórakoztatási Tanszékén. Elnöki díjjal tüntették ki, ami az iskola legmagasabb rendű kitüntetése.

## Karrier

### 2013–jelenleg: BTS

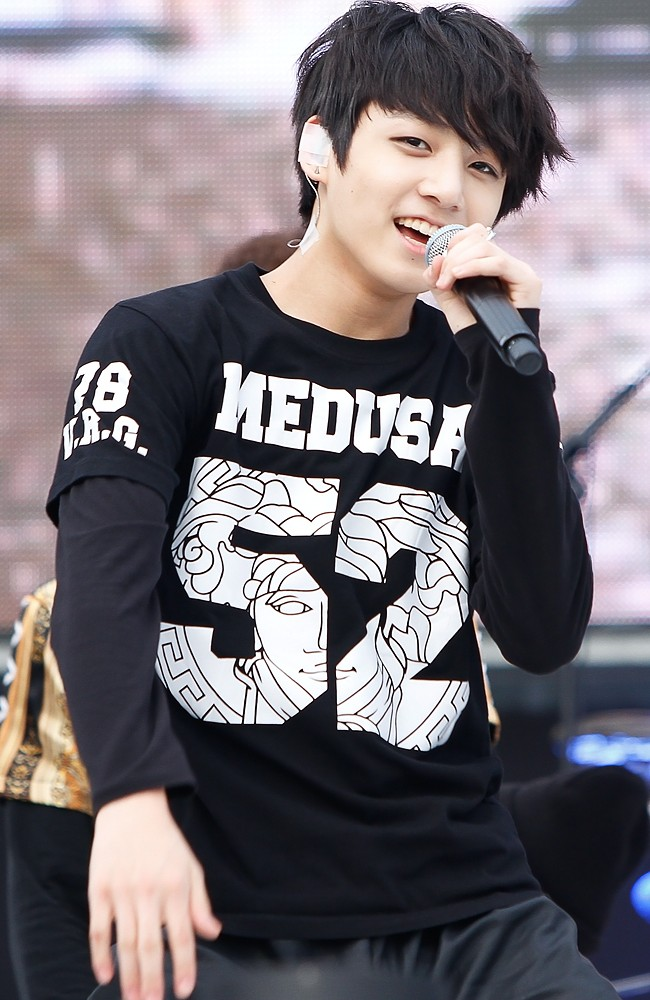
Jungkook 2013 júliusában

Jungkook 2013. június 12-én debütált a BTS tagjaként a 2 Cool 4 Skool című kislemez kiadásával. A BTS tagjaként három szólódalt énekelt. Az első, a "Begin" című popszám a 2016-os Wings című albumról, annak a történetét meséli el, amikor fiatalon Szöulba költözött, hogy idollá váljon, és háláját fejezi ki bandatársainak, amiért ez idő alatt gondoskodtak róla. A második, egy Future bass stílusú dal, Euphoria címmel 2018. április 5-én jelent meg, egy kilenc perces kisfilmmel együtt, a BTS Love Yourself albumsorozata harmadik részének bevezetőjeként. A dalt DJ Swivel készítette, és a Billboard Bubbling Under Hot 100 lista ötödik helyén szerepelt. Teljes stúdióverziója felkerült a BTS Love Yourself: Answer című augusztus 24-én megjelent válogatásalbumára. A harmadik szólódal, a My Time, amely a zenekar 2020-as Map of the Soul: 7 című stúdióalbumára került fel, egy R&B stílusú dal arról, hogyan mondott le karrierje miatt tinédzserkori élményeiről, és a 84. helyen szerepelt az amerikai Billboard Hot 100-on. Az Euphoria és a My Time a Billboard World Digital Song Sales toplistáján az első és a második leghosszabb ideje listán szereplő szólószámok a K-pop énekesek között, rekord 90, illetve 85 hetet töltöttek el a rangsorban.
Az éneklésen kívül Jungkook két dal elkészítésében is segített a BTS-nek: a Love is Not Over című dalban az együttes 2015-ös The Most Beautiful Moment in Life, Pt. 1 című középlemezéről (EP) és a Magic Shopban, az együttes 2018-as Love Yourself: Tear albumáról – Jungkook mindkét szám fő producereként szerepel.
2018 októberében Jungkookot, társaival együtt, Dél-Korea elnöke, Mun Dzsein az ötödik osztályú Hwagwan Kulturális Érdemrenddel tüntette ki. Mun 2021 júliusában a Jövő nemzedékekért és a kultúráért felelős Elnöki Különmegbízottnak nevezte ki Jungkookot, társaival együtt, hogy segítsenek „a jövő nemzedékek globális terveinek vezetésében”, valamint „Dél-Korea diplomáciai erőfeszítéseinek és globális pozíciójának kiterjesztésében” a nemzetközi közösségben.

### 2015-től napjainkig: szólótevékenységek

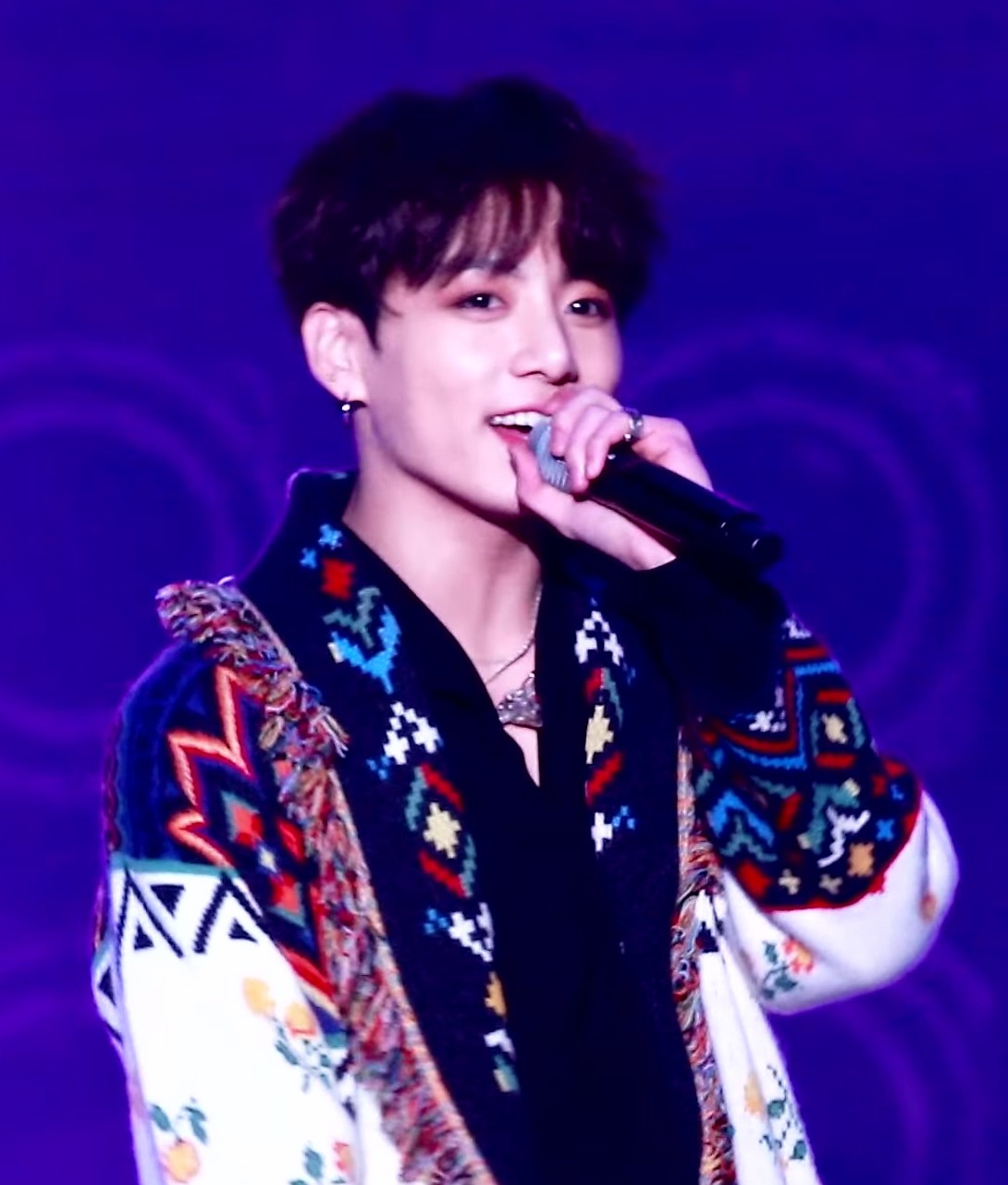
Jungkook a Boy In Luvot adja elő 2018-ban

2015 szeptemberében Jungkook részt vett a „One Dream, One Korea” kampányban, ahol közös dalt énekelt különböző koreai előadókkal a koreai háború emlékére. A dal szeptember 24-én jelent meg, és október 15-én mutatták be a szöuli One K koncerten. A következő évben Jungkook szerepet kapott a Flower Crew pilot epizódjában. Feltűnt a Celebrity Bromance-ban is, versenyzett az Álarcos Énekesben „Fencing Man” (Tőrvívó) néven, a 72. epizódban. 2018. november 6-án Jungkook együttműködött Charlie Puth amerikai énekessel az utóbbi We Don't Talk Anymore című kislemezének különleges duettelőadásában az MBC Plus X Genie Music Awards-on. Saját szerzeményét, a Still With You című dalt 2020. június 4-én jelentette meg a SoundCloud ingyenes platformján, a BTS éves debütálási évfordulójának részeként.
2022 februárjában Jungkook elénekelte egy új, BTS-hez kötődő webképregény, a 7Fates: Chakho betétdalát. A "Stay Alive" címet viselő dal, amelynek producere egy másik BTS-tag, Suga volt, megszerezte Jungkook első önálló helyezését a Hot 100-on, a 95. helyen debütált, és az első önálló TOP10-es helyezését a Billboard Global Excl US toplistán, a 8. hellyel. Ez lett az első olyan koreai filmzene, amely rögtön felkerült az Egyesült Királyság kislemezlistájára, a 89. helyen debütált. Június 12-én, a BTS kilencedik évfordulója alkalmából Jungkook újra egy ingyenes, saját készítésű dalt adott ki, a My You-t, és még abban a hónapban megjelent Charlie Puth-tal közös Left and Right című daluk is. November 20-án megjelent Jungkook Dreamers című kislemeze, pont a 2022-es katari labdarúgó-világbajnokság nyitóünnepségén való fellépése előtt, még ugyanaznap. A kislemez felkerült a torna hivatalos dalainak albumára. Ő volt az esemény fő fellépője az Al Bayt Stadionban, a dalt Fahad Al Kubaisi katari énekessel együtt adta elő. Jungkook az első olyan koreai előadó, aki labdarúgó-világbajnokság hivatalos dalát énekelte, és fel is lépett az esemény megnyitó ünnepségén.
Jungkookot 2023 márciusában jelentették be Calvin Klein legújabb globális nagykövetének. Július 3-án a Still With You és a My You című dalok elérhetővé váltak hivatalos kislemezként Jungkook neve alatt világszerte a streaming szolgáltatásokban. Július 14-én jelent meg debütáló szólókislemeze, a Seven az amerikai rapper, Latto közreműködésével. Első helyen debütált a Billboard Hot 100, a Global 200 és a Global 200 Excl US listákon, így ő lett az első koreai szólóelőadó, aki egyszerre vezette mindhárom listát, és a második, aki a Hot 100 élén debütált. A SEVEN végül a világ leggyorsabb dala lett, amely meghaladta az 1 milliárd streamet a Spotify-on. Jungkook szeptember 23-án a New York-i Central Parkban megrendezett Global Citizen Fesztivál főelőadójaként lépett fel. Szeptember 29-én jelent meg második önálló kislemeze, a 3D, Jack Harlow közreműködésével. Mind a Hot 100-on, mind a Brit kislemezlistán az ötödik helyen debütált, így Jungkook az első koreai szólóelőadó, aki a brit listán két dallal is szerepelt a TOP5-ben. Októberben pedig a Kid Laroi-val és a Central Cee-vel közös együttműködés, Too Much című kislemez következett. A Too Much a 10. helyen debütált az Egyesült Királyságban, így Jungkook az első olyan koreai szólóelőadó, aki három top10-es kislemezt ért el a brit listák történetében.  Debütáló szólóalbuma a Golden és egy harmadik kislemez, a Standing Next to You november 3-án jelent meg.
2024. június 7-én megjelent Jungkook Never Let Go című szólódala a BTS FESTA keretében. A dal szerzője, producere és énekese is Jungkook.
2024. szeptember 18-án világszerte a mozikba került Jungkook első dokumentumfilmje, az I Am Still, mely szólókarrierjét mutatja be. A film később bekerült a Disney+ csatorna kínálatába is, kibővített, háromrészes változatban.

## Művészete
A Rolling Stone magazin újságírója, Brian Hiatt Jungkookot „rendkívül érzelmes tenorként” írja le. Kim Min-Szuk, a Reputation nevű koreai zenei weboldal írója „lágynak” jellemezte a hangját, amely alkalmas szentimentális dalokhoz, és dicsérte azt a képességét is, hogy tánc közben is stabil intonációt tud tartani. Mary Siroky, a Consequence munkatársa megjegyezte, hogy „kifejezetten tiszta, popzenéhez ideális hangja van”. A zenekritikus, Kim Jung-Dae Jungkook vokális teljesítményét tartja az olyan BTS-dalok erős oldalának, mint a Danger, a Butterfly, az Autumn Leaves, és a Lost, valamint szólódala, az Euphoria, megjegyezve, hogy hangja „különösen figyelemreméltó, mind a technikák, mind a részletekre kiterjedő különleges kifejező képessége miatt, amely komoly tartalommal tölti meg a legegyszerűbb hangokat is”. 2023-ban a Rolling Stone magazin a 191. helyre sorolta Jungkookot Minden Idők 200 Legjobb Énekese listáján, és „rendkívül tehetséges énekesnek” nevezte, aki „könnyedséggel üti meg a magas hangokat és könnyedén harmonizál BTS-tagjaival, valamint közönségét mindig újabb improvizációkkal és váratlan futamokkal lepi meg, hogy érdekesebbé tegye az előadást”.
2024 januárjában Jungkookot a Koreai Zenei Szerzői Jogi Társaság (KOMCA) teljes jogú tagjává léptették elő.
2024 májusában Jungkookot az amerikai GOLD HOUSE alapítvány beválasztotta az ún. A100 listába, a 100 legbefolyásosabb ázsiai közé, akik kimagaslóan teljesítettek saját területükön és úttörő munkájukkal nagy hatást gyakoroltak a világra. A díjátadó gálán Los Angelesben nem tudott részt venni katonai szolgálata miatt.

### Zenei hatások
Jungkook Justin Biebert, Justin Timberlake-et és Ushert említette zenei inspirációként.

## Magánélet

### Jótékonysági tevékenység
Jungkook 1 milliárd koreai wont (271 millió forint) adományozott 2023 áprilisában a Szöuli Nemzeti Egyetemi Gyermekkórháznak az alacsony jövedelmű családokból származó betegek kezelési költségeire és a kórház integrált gondozási központjának megsegítésére.
Jungkook 1 milliárd koreai wont adományozott 2025. márciusában a Dél-Korea dél-keleti régiójában dúlt erdőtüzek károsultjainak megsegítésére, az erdőtüzek miatt otthonukat vesztett áldozatok sürgősségi támogatására és a katasztrófát elhárító tűzoltók körülményeinek javítására. Az 1 milliárd vonnal Jungkook volt a legnagyobb összeget adományozó egyéni adakozó.

### Sportok
Jungkook kicsi gyerekkorától kezdve sportolt, fekete öves Taekwondós. Ügyességét a BTS World nevű mobiljátékban is bemutatta. Ezen kívül évek óta rendszeresen boxol.

### Katonai szolgálat
Jungkook 2023. december 12-én kezdte meg kötelező katonai szolgálatát, és 2025. június 11-én szerelt le.

## Magyar vonatkozások

### Standing Next To You videóklip-forgatás
Jungkook Magyarországon forgatta GOLDEN című debütáló szólóalbumának címadó dalát, a Standing Next To You-t. 2023 októberében 4 napot töltött nálunk, és három helyszínen forgatott: a mogyoródi Hungaroringen, a Kelenföldi Hőerőműben, és az Almásfüzitői Timföldgyárban. Számos magyar filmes szakember közreműködött a produkcióban.

### G.C.F. in Budapest
Magyarországi itt-tartózkodásáról kisfilmet forgatott G.C.F in Budapest címmel, amely a YouTube-on elérhető. G.C.F= Golden Closet Film, Jungkook saját alkotása, egy kisfilmsorozat, amelyet általában a BTS külföldi utazásai során készített. 3 év kihagyás után Budapestnek szentelte az első G.C.F-et.

### GOLDEN album
Jungkook debütáló szólóalbuma, a GOLDEN, a leghosszabb ideje a MAHASZ slágerlistáján szereplő k-pop szólistaalbum, két hetet is a fizikai eladások listájának élén töltött.

## Világrekordok
| † | Előzőleg elért világrekordot jelöl |

| Kiadvány                 | Év   | Világrekord                                                                     | Rekordtartó | Ref.   |
| ------------------------ | ---- | ------------------------------------------------------------------------------- | ----------- | ------ |
| Guinness Rekordok Könyve | 2023 | † A leggyorsabb K-pop szólista aki 1 milliárd streamet ért el Spotifyon (férfi) | Jungkook    | [ 78 ] |
| Guinness Rekordok Könyve | 2023 | A legtöbbet streamelt dal Spotifyon egy hét alatt (férfi)                       | "Seven"     | [ 79 ] |
| Guinness Rekordok Könyve | 2023 | A leggyorsabb dal, amely elérte a 100 millió streamet Spotifyon (férfi)         | "Seven"     | [ 79 ] |
| Guinness Rekordok Könyve | 2023 | A leggyorsabb dal, amely elérte az 1 milliárd streamet Spotifyon (férfi)        | "Seven"     | [ 48 ] |
| Guinness Rekordok Könyve | 2023 | A legtöbb No.1 sláger a Hivatalos MENA Slágerlistán                             | Jungkook    | [ 80 ] |

## Diszkográfia
Jungkook BTS keretein belüli munkásságát lásd a BTS-diszkográfia oldalon.

### Stúdióalbumok
| Cím    | Adatok                                                                                                 | Legmagasabb hely a listán | Legmagasabb hely a listán | Legmagasabb hely a listán | Legmagasabb hely a listán | Legmagasabb hely a listán | Legmagasabb hely a listán | Legmagasabb hely a listán | Legmagasabb hely a listán | Legmagasabb hely a listán | Legmagasabb hely a listán | Legmagasabb hely a listán | Eladások                                      | Minősítések                                                      |
| Cím    | Adatok                                                                                                 | KOR                       | AUS                       | CAN                       | HUN                       | FRA                       | GER                       | ITA                       | JPN                       | NZ                        | UK                        | US                        | Eladások                                      | Minősítések                                                      |
| ------ | --- | ------------------------- | ------------------------- | ------------------------- | ------------------------- | ------------------------- | ------------------------- | ------------------------- | ------------------------- | ------------------------- | ------------------------- | ------------------------- | --------------------------------------------- | ---------------------------------------------------------------- |
| Golden | - Megjelenés dátuma: 2023. november 3 - Kiadó: Big Hit - Formátumok: CD, digitális letöltés, streaming | 1                         | 2                         | 4                         | 1                         | 1                         | 6                         | 3                         | 1                         | 2                         | 3                         | 2                         | - KOR: 2,706,074 - JPN: 258,628 - US: 244,000 | - KMCA: 2× Millió - KMCA: 2× Platina - MC: Arany - RIAJ: Platina |

### Kislemezek

#### Fő előadóként
| Cím | Év   | Legmagasabb slágerlistás hely | Legmagasabb slágerlistás hely | Legmagasabb slágerlistás hely | Legmagasabb slágerlistás hely | Legmagasabb slágerlistás hely | Legmagasabb slágerlistás hely | Legmagasabb slágerlistás hely | Legmagasabb slágerlistás hely | Legmagasabb slágerlistás hely | Legmagasabb slágerlistás hely | Eladások                                  | Minősítések                                                                 | Album                                   |
| Cím | Év   | KOR                           | CAN                           | HUN                           | JPN Hot                       | NZ                            | UK                            | US                            | US World                      | VIE                           | WW                            | Eladások                                  | Minősítések                                                                 | Album                                   |
| --- | ---- | ----------------------------- | ----------------------------- | ----------------------------- | ----------------------------- | ----------------------------- | ----------------------------- | ----------------------------- | ----------------------------- | ----------------------------- | ----------------------------- | ----------------------------------------- | --------------------------------------------------------------------------- | --------------------------------------- |
| "Perfect Christmas" (Jo Kwon, Lim Jeong-hee, Joohee, ésRM)                                                   | 2013 | 45                            | —                             | —                             | —                             | —                             | —                             | —                             | —                             | —                             | —                             | - KOR: 64,789                             |                                                                             | Albumon nem megjelent kislemezek        |
| "Still with You"                                                                                             | 2020 | 27                            | —                             | —                             | 30                            | —                             | —                             | —                             | 1                             | 13                            | 62                            | - JPN: 20,487                             |                                                                             | Albumon nem megjelent kislemezek        |
| "Stay Alive"                                                                                                 | 2022 | 68                            | 74                            | 5                             | 44                            | —                             | 89                            | 95                            | 1                             | 1                             | 13                            | - JPN: 15,852 - US: 14,900 - WW: 30,400   |                                                                             | Albumon nem megjelent kislemezek        |
| "My You" | 2022 | 145                           | —                             | —                             | 37                            | —                             | —                             | —                             | 2                             | 31                            | 158                           | - JPN: 19,307                             |                                                                             | Albumon nem megjelent kislemezek        |
| "Dreamers"                                                                                                   | 2022 | 7                             | 90                            | 1                             | 6                             | —                             | —                             | —                             | 1                             | 2                             | 9                             | - JPN: 19,525 - WW: 48,000                |                                                                             | FIFA World Cup 2022 Official Soundtrack |
| "Seven" (Latto közreműködésével)                                                                             | 2023 | 2                             | 5                             | 13                            | 2                             | 2                             | 3                             | 1                             | —                             | 1                             | 1                             | - JPN: 49,432 - US: 228,000 - WW: 305,000 | - BPI: Ezüst - MC: 2× Platina - RIAA: Platina - RIAJ: Platina - RMNZ: Arany | Golden                                  |
| "3D" (Jack Harlow közreműködésével)                                                                          | 2023 | 8                             | 10                            | 40                            | 7                             | 9                             | 5                             | 5                             | —                             | 2                             | 1                             | - JPN: 20,187 - US: 87,000 - WW: 119,000  | - MC: Arany                                                                 | Golden                                  |
| "Too Much" (The Kid Laroi -val és Central Cee-vel)                                                           | 2023 | 94                            | 32                            | —                             | —                             | 37                            | 10                            | 44                            | —                             | 14                            | 11                            | - JPN: 3,748                              |                                                                             | The First Time                          |
| "Standing Next to You"                                                                                       | 2023 | 6                             | 30                            | —                             | 12                            | 25                            | 6                             | 5                             | —                             | 4                             | 1                             | - JPN: 6,617 - US: 163,000 - WW: 121,000  | - MC: Arany                                                                 | Golden                                  |
| "Never Let Go"                                                                                               | 2024 | —                             | —                             | —                             | —                             | —                             | —                             | —                             | —                             | —                             | —                             | - JPN: 12,601                             |                                                                             | Albumon nem megjelent kislemez          |
| "—" olyan megjelenéseket jelöl, amelyek nem kerültek a slágerlistára vagy nem lettek kiadva abban a régióban |      |                               |                               |                               |                               |                               |                               |                               |                               |                               |                               |                                           |                                                                             |                                         |

#### Közreműködőként
| Cím                                                       | Év   | Legmagasabb slágerlistás hely | Legmagasabb slágerlistás hely | Legmagasabb slágerlistás hely | Legmagasabb slágerlistás hely | Legmagasabb slágerlistás hely | Legmagasabb slágerlistás hely | Legmagasabb slágerlistás hely | Legmagasabb slágerlistás hely | Legmagasabb slágerlistás hely | Legmagasabb slágerlistás hely | Eladások                   | Minősítések                                               | Album   |
| Cím                                                       | Év   | KOR                           | AUS                           | CAN                           | HUN                           | JPN Hot                       | NZ                            | UK                            | US                            | VIE                           | WW                            | Eladások                   | Minősítések                                               | Album   |
| --------------------------------------------------------- | ---- | ----------------------------- | ----------------------------- | ----------------------------- | ----------------------------- | ----------------------------- | ----------------------------- | ----------------------------- | ----------------------------- | ----------------------------- | ----------------------------- | -------------------------- | --------------------------------------------------------- | ------- |
| "Left and Right" (Charlie Puth Jungkook közreműködésével) | 2022 | 15                            | 19                            | 17                            | 3                             | 13                            | 15                            | 41                            | 22                            | 1                             | 5                             | - JPN: 12,820 - WW: 45,000 | - RIAA: Arany - RIAJ: Arany - ARIA: Platina - MC: Platina | Charlie |

### Dalszerzői és produceri tevékenység
Minden adat a Koreai Zenei Szerzőjogi Szövetség (KOMCA) adatbázisából származik, hacsak másképp nincs jelölve.
| † | A dalnak producere is volt Jungkook |

| Dal                             | Előadó(k)                  | Album                                            | Év   |
| ------------------------------- | -------------------------- | ------------------------------------------------ | ---- |
| "Dead Leaves"                   | BTS                        | The Most Beautiful Moment in Life, Pt. 2         | 2015 |
| "Dreamers"                      | Jungkook, Fahad Al Kubaisi | FIFA World Cup 2022 Official Soundtrack          | 2022 |
| "Dreamers" (Élő verzió)         | Jungkook, Al Kubaisi       | FIFA World Cup 2022 Official Soundtrack          | 2022 |
| "Film Out"                      | BTS                        | BTS, the Best                                    | 2021 |
| "I Need U" (Demo verzió)        | BTS                        | Proof                                            | 2022 |
| "In the Soop"                   | BTS                        | Nem albumon jelent meg                           | 2020 |
| "Introduction: Youth"           | BTS                        | Youth                                            | 2016 |
| "Love Is Not Over" †            | BTS                        | The Most Beautiful Moment in Life: Young Forever | 2016 |
| "Magic Shop" †                  | BTS                        | Love Yourself: Tear                              | 2018 |
| "My Time"                       | BTS                        | Map of the Soul: 7                               | 2020 |
| "My You" †                      | Jungkook                   | Nem albumon jelent meg                           | 2022 |
| "Never Let Go"                  | Jungkook                   | Nem albumon jelent meg                           | 2024 |
| "No More Dream"                 | BTS                        | 2 Cool 4 Skool                                   | 2013 |
| "Outro: Circle Room Cypher"     | BTS                        | 2 Cool 4 Skool                                   | 2013 |
| "Outro: Love Is Not Over" †     | BTS                        | The Most Beautiful Moment in Life, Pt. 1         | 2015 |
| "Outro: The Journey"            | BTS                        | Map of the Soul: 7 – The Journey                 | 2020 |
| "Run"                           | BTS                        | The Most Beautiful Moment in Life, Pt. 2         | 2015 |
| "Run BTS"                       | BTS                        | Proof                                            | 2022 |
| "Stay"                          | BTS                        | Be                                               | 2020 |
| "Still With You" †              | Jungkook                   | Nem albumon jelent meg                           | 2020 |
| "Still With You" (A cappella) † | Jungkook                   | Proof                                            | 2022 |
| "Telepathy"                     | BTS                        | Be                                               | 2020 |
| "We Are Bulletproof Pt. 2"      | BTS                        | 2 Cool 4 Skool                                   | 2013 |
| "Your Eyes Tell"                | BTS                        | Map of the Soul: 7 – The Journey                 | 2020 |

## Filmográfia

### Rendezői tevékenység
| Év   | Cím                           | Rendező(k)                                                  | Ref.    |
| ---- | ----------------------------- | ----------------------------------------------------------- | ------- |
| 2017 | "G.C.F in Tokyo (정국&지민)"  | JK                                                          | [ 148 ] |
| 2018 | "G.C.F in Osaka"              | JK                                                          | [ 149 ] |
| 2018 | "G.C.F in USA"                | JK                                                          | [ 150 ] |
| 2018 | "G.C.F in Saipan"             | JK                                                          | [ 151 ] |
| 2018 | "G.C.F in Newark VHS ver."    | JK                                                          | [ 152 ] |
| 2019 | "G.C.F in Helsinki"           | JK                                                          | [ 153 ] |
| 2020 | "Life Goes On"                | Jeon Jungkook, Choi Yongseok & Yoon Jihye (Lumpens)         | [ 154 ] |
| 2020 | "Life Goes On: on my pillow"  | Jeon Jungkook, Choi Yongseok & Yoon Jihye (Lumpens)         | [ 155 ] |
| 2020 | "Life Goes On: in the forest" | Jeon Jungkook, Choi Yongseok & Yoon Jihye (Lumpens)         | [ 156 ] |
| 2020 | "Life Goes On: like an arrow" | Jeon Jungkook, Nu Kim, Choi Yongseok & Yoon Jihye (Lumpens) | [ 157 ] |
| 2023 | "G.C.F in Budapest"           | JK                                                          | [ 77 ]  |

## Elnyert díjak és jelölések
| Díjátadó                     | Év   | Kategória                                       | Jelölt/mű                           | Eredmény                | Ref.    |
| ---------------------------- | ---- | ----------------------------------------------- | ----------------------------------- | ----------------------- | ------- |
| Asia Artist Awards           | 2024 | Best K-pop Record                               | Jung Kook                           | Elnyerte                | [ 158 ] |
| Asia Star Entertainer Awards | 2024 | Song of the Year                                | Seven (Latto közreműködésével)      | Elnyerte                | [ 159 ] |
| Gold House A100 list         | 2024 | Honorees                                        | Jungkook                            | Elnyerte                | [ 160 ] |
| Asian Pop Music Awards       | 2023 | Best Male Artist (Overseas)                     | Jungkook                            | Elnyerte                | [ 162 ] |
| Asian Pop Music Awards       | 2023 | Top 20 Songs of the Year (Overseas)             | Seven (Latto közreműködésével)      | Elnyerte                | [ 162 ] |
| Asian Pop Music Awards       | 2023 | Top 20 Albums of the Year (Overseas)            | Golden                              | Elnyerte                | [ 162 ] |
| Asian Pop Music Awards       | 2023 | Album of the Year (Overseas)                    | Golden                              | Jelölve                 | [ 163 ] |
| Asian Pop Music Awards       | 2023 | Best Collaboration (Overseas)                   | Seven (Latto közreműködésével)      | Jelölve                 | [ 163 ] |
| Asian Pop Music Awards       | 2023 | Best Music Video (Overseas)                     | Seven (Latto közreműködésével)      | Jelölve                 | [ 163 ] |
| Billboard Music Awards       | 2023 | Top Global K-pop Song                           | Seven (Latto közreműködésével)      | Elnyerte                | [ 164 ] |
| Billboard Music Awards       | 2024 | Top Song Sales Artist                           | Jungkook                            | Jelölve                 | [ 165 ] |
| Billboard Music Awards       | 2024 | Top Global K-Pop Artist                         | Jungkook                            | Jelölve                 | [ 165 ] |
| Billboard Music Awards       | 2024 | Top Selling Song                                | Standing Next to You                | Jelölve                 | [ 165 ] |
| Billboard Music Awards       | 2024 | Top Global K-Pop Song                           | Standing Next to You                | Elnyerte                | [ 165 ] |
| Billboard Music Awards       | 2024 | Top Global K-Pop Song                           | 3D (Jack Harlow közreműködésével)   | Jelölve                 | [ 165 ] |
| Billboard Music Awards       | 2024 | Top K-Pop Album                                 | Golden                              | Elnyerte                | [ 165 ] |
| BMI Pop Awards               | 2023 | Most Performed Songs of the Year                | Left and Right (Charlie Puth-tal)   | Elnyerte                | [ 166 ] |
| BMI Pop Awards               | 2024 | Most Performed Songs of the Year                | Seven (Latto közreműködésével)      | Elnyerte                | [ 166 ] |
| BMI Pop Awards               | 2025 | Most Performed Songs of the Year                | 3D (Jack Harlow közreműködésével)   | Elnyerte                | [ 166 ] |
| BMI Pop Awards               | 2025 | Most Performed Songs of the Year                | Standing Next To You                | Elnyerte                | [ 166 ] |
| Circle Chart Music Awards    | 2024 | Artist of the Year – Album                      | Golden                              | Elnyerte                | [ 167 ] |
| Circle Chart Music Awards    | 2024 | Artist of the Year – Digital                    | Seven (Latto közreműködésével)      | Elnyerte                | [ 167 ] |
| Circle Chart Music Awards    | 2024 | Artist of the Year – Global Streaming           | Seven (Latto közreműködésével)      | Elnyerte                | [ 167 ] |
| Circle Chart Music Awards    | 2024 | Artist of the Year – Streaming Unique Listeners | Seven (Latto közreműködésével)      | Jelölve                 | [ 168 ] |
| Clio Music Awards            | 2024 | Film & Video                                    | Seven (Latto közreműködésével)      | Elnyerte: Előválogatott | [ 169 ] |
| The Fact Music Awards        | 2023 | Best Music (Fall)                               | Seven (Latto közreműködésével)      | Jelölve                 | [ 170 ] |
| The Fact Music Awards        | 2023 | Idolplus Popularity Award                       | Jungkook                            | Jelölve                 | [ 171 ] |
| Global Awards                | 2024 | Best Fans                                       | Jungkook                            | Elnyerte                | [ 172 ] |
| Golden Disc Awards           | 2024 | Best Album (Bonsang)                            | Golden                              | Elnyerte                | [ 173 ] |
| Golden Disc Awards           | 2024 | Best Digital Song (Bonsang)                     | Seven (Latto közreműködésével)      | Elnyerte                | [ 174 ] |
| Hanteo Music Awards          | 2024 | Artist of the Year                              | Jungkook                            | Elnyerte                | [ 175 ] |
| Hanteo Music Awards          | 2024 | Global Artist Award – Africa                    | Jungkook                            | Jelölve                 | [ 176 ] |
| Hanteo Music Awards          | 2024 | Global Artist Award – Asia                      | Jungkook                            | Jelölve                 | [ 176 ] |
| Hanteo Music Awards          | 2024 | Global Artist Award – Europe                    | Jungkook                            | Jelölve                 | [ 176 ] |
| Hanteo Music Awards          | 2024 | Global Artist Award – North America             | Jungkook                            | Jelölve                 | [ 176 ] |
| Hanteo Music Awards          | 2024 | Global Artist Award – South America             | Jungkook                            | Jelölve                 | [ 176 ] |
| Huading Awards               | 2024 | Asia's Most Popular Male Singer                 | Jungkook                            | Elnyerte                | [ 177 ] |
| iHeartRadio Music Awards     | 2023 | Best Music Video                                | Left and Right (Charlie Puth-tal)   | Jelölve                 | [ 178 ] |
| iHeartRadio Music Awards     | 2024 | Best Music Video                                | Seven (Latto közreműködésével)      | Elnyerte                | [ 179 ] |
| iHeartRadio Music Awards     | 2024 | K-pop Artist of the Year                        | Jungkook                            | Elnyerte                | [ 179 ] |
| iHeartRadio Music Awards     | 2024 | Best Music Video                                | 3D                                  | Jelölve                 | [ 180 ] |
| iHeartRadio Music Awards     | 2024 | Favourite Debut Album                           | Golden                              | Jelölve                 | [ 180 ] |
| iHeartRadio Music Awards     | 2024 | K-pop Song of the Year                          | Seven (Latto közreműködésével)      | Jelölve                 | [ 180 ] |
| iHeartRadio Music Awards     | 2025 | Favorite On Screen                              | "Are you Sure?!" (Jimin & Jungkook) | Jelölve                 | [ 181 ] |
| Japan Gold Disc Awards       | 2023 | Song of the Year by Streaming – Western         | Left and Right (Charlie Puth-tal)   | Elnyerte                | [ 182 ] |
| Japan Gold Disc Awards       | 2024 | Song of the Year by Download – Asia             | Seven (Latto közreműködésével)      | Elnyerte                | [ 183 ] |
| Korean Music Awards          | 2024 | Best K-pop Album                                | Golden                              | Jelölve                 | [ 184 ] |
| Korean Music Awards          | 2024 | Best K-pop Song                                 | Seven (Latto közreműködésével)      | Jelölve                 | [ 184 ] |
| Korean Music Awards          | 2024 | Musician of the Year                            | Jungkook                            | Jelölve                 | [ 185 ] |
| Korean Music Awards          | 2024 | Song of the Year                                | Seven (Latto közreműködésével)      | Jelölve                 | [ 185 ] |
| MAMA Awards                  | 2023 | Best Collaboration                              | Seven (Latto közreműködésével)      | Elnyerte                | [ 186 ] |
| MAMA Awards                  | 2023 | Best Dance Performance Male Solo                | Seven (Latto közreműködésével)      | Elnyerte                | [ 186 ] |
| MAMA Awards                  | 2023 | Song of the Year                                | Seven (Latto közreműködésével)      | Shortlisted             | [ 186 ] |
| MAMA Awards                  | 2023 | Artist of the Year                              | Jungkook                            | Longlisted              | [ 187 ] |
| MAMA Awards                  | 2023 | Best Male Artist                                | Jungkook                            | Jelölve                 | [ 187 ] |
| MAMA Awards                  | 2023 | Best Music Video                                | Seven (Latto közreműködésével)      | Jelölve                 | [ 187 ] |
| MAMA Awards                  | 2024 | Best Male Artist                                | Jungkook                            | Elnyerte                | [ 188 ] |
| MAMA Awards                  | 2024 | Best Dance Performance Male Solo                | Standing Next to You                | Elnyerte                | [ 188 ] |
| MAMA Awards                  | 2024 | Fans' Choice Male Top 10                        | Jungkook                            | Elnyerte                | [ 188 ] |
| MAMA Awards                  | 2024 | Artist of the Year                              | Jungkook                            | Jelölve                 | [ 189 ] |
| MAMA Awards                  | 2024 | Album of the Year                               | Golden                              | Jelölve                 | [ 189 ] |
| MAMA Awards                  | 2024 | Fans' Choice of the Year                        | Jungkook                            | Jelölve                 | [ 189 ] |
| MAMA Awards                  | 2024 | Song of the Year                                | Standing Next to You                | Jelölve                 | [ 189 ] |
| Melon Music Awards           | 2023 | Best Male Solo                                  | Jungkook                            | Elnyerte                | [ 190 ] |
| Melon Music Awards           | 2023 | Hot Trend                                       | Jungkook                            | Elnyerte                | [ 190 ] |
| Melon Music Awards           | 2023 | Millions Top 10                                 | Seven (Latto közreműködésével)      | Elnyerte                | [ 190 ] |
| Melon Music Awards           | 2023 | Top 10 Artist Award                             | Jungkook                            | Elnyerte                | [ 190 ] |
| Melon Music Awards           | 2023 | Artist of the Year                              | Jungkook                            | Longlisted              | [ 191 ] |
| Melon Music Awards           | 2024 | Best Male Solo                                  | Jungkook                            | Elnyerte                | [ 192 ] |
| Melon Music Awards           | 2024 | Millions Top 10                                 | Golden                              | Elnyerte                | [ 192 ] |
| Melon Music Awards           | 2024 | Top 10 Artist Award                             | Jungkook                            | Elnyerte                | [ 193 ] |
| Melon Music Awards           | 2024 | Album of the Year                               | Golden                              | Jelölve                 | [ 193 ] |
| Melon Music Awards           | 2024 | Artist of the Year                              | Jungkook                            | Jelölve                 | [ 193 ] |
| Melon Music Awards           | 2024 | Kakao Favorite Star Award                       | Jungkook                            | Jelölve                 | [ 193 ] |
| MTV Millennial Awards        | 2019 | Global Instagrammer                             | Jungkook                            | Elnyerte                | [ 194 ] |
| MTV Europe Music Awards      | 2023 | Best Song                                       | Seven (Latto közreműködésével)      | Elnyerte                | [ 195 ] |
| MTV Europe Music Awards      | 2023 | Best K-Pop                                      | Jungkook                            | Elnyerte                | [ 195 ] |
| MTV Europe Music Awards      | 2023 | Biggest Fans                                    | Jungkook                            | Jelölve                 | [ 196 ] |
| MTV Europe Music Awards      | 2024 | Best K-Pop                                      | Jungkook                            | Jelölve                 | [ 197 ] |
| MTV Video Music Awards       | 2022 | Song of Summer                                  | Left and Right (Charlie Puth-tal)   | Jelölve                 | [ 198 ] |
| MTV Video Music Awards       | 2023 | Song of Summer                                  | Seven (Latto közreműködésével)      | Elnyerte                | [ 199 ] |
| MTV Video Music Awards       | 2024 | Best Collaboration                              | Seven (Latto közreműködésével)      | Jelölve                 | [ 200 ] |
| MTV Video Music Awards       | 2024 | Best K-Pop                                      | Seven (Latto közreműködésével)      | Jelölve                 | [ 200 ] |
| People's Choice Awards       | 2022 | The Collaboration Song of 2022                  | Left and Right (Charlie Puth-tal)   | Elnyerte                | [ 201 ] |
| People's Choice Awards       | 2022 | The Music Video of 2022                         | Left and Right (Charlie Puth-tal)   | Jelölve                 | [ 202 ] |
| People's Choice Awards       | 2024 | Male Artist of the Year                         | Jungkook                            | Elnyerte                | [ 203 ] |
| People's Choice Awards       | 2024 | Collaboration Song of the Year                  | Seven (Latto közreműködésével)      | Jelölve                 | [ 204 ] |
| People's Choice Awards       | 2024 | New Artist of the Year                          | Jungkook                            | Jelölve                 | [ 204 ] |
| People's Choice Awards       | 2024 | Pop Artist of the Year                          | Jungkook                            | Jelölve                 | [ 204 ] |
| Seoul Music Awards           | 2024 | Main Award (Bonsang)                            | Jungkook                            | Elnyerte                | [ 205 ] |
| Seoul Music Awards           | 2024 | Fan Choice of the Year – April                  | Jungkook                            | Jelölve                 | [ 206 ] |
| Seoul Music Awards           | 2024 | Hallyu Special Award                            | Jungkook                            | Jelölve                 | [ 207 ] |
| Seoul Music Awards           | 2024 | Popularity Award                                | Jungkook                            | Jelölve                 | [ 207 ] |
| TikTok Awards Thailand       | 2023 | International Song of the Year                  | Seven (Latto közreműködésével)      | Elnyerte                | [ 208 ] |
| UK Music Video Awards        | 2023 | Best Pop Video – International                  | Seven (Latto közreműködésével)      | Jelölve                 | [ 209 ] |

## Fordítás
Ez a szócikk részben vagy egészben  a   Jungkook című angol Wikipédia-szócikk fordításán alapul.  Az eredeti cikk szerkesztőit annak laptörténete sorolja fel. Ez a jelzés csupán a megfogalmazás eredetét és a szerzői jogokat jelzi, nem szolgál a cikkben szereplő információk forrásmegjelöléseként.